# Abzyme
Abzyme (auch katalytische Antikörper) sind katalytisch wirkende Antikörper. Sie wurden erstmals ab 1986 von Richard A. Lerner beschrieben. Sie weisen eine gegenüber normalen Enzymen erhöhte Substratspezifität auf, d. h., sie setzen nur ein einziges Substrat um (Schlüssel-Schloss-Prinzip). Die Bezeichnung leitet sich von Antibody (engl. für Antikörper) und Enzyme (engl. für Enzym) her.
Sie binden an den Übergangszustand des Substrats bei einer bestimmten Reaktion. Jedoch sind ihre Katalyseraten vergleichsweise niedrig, weshalb sie sich zum Großeinsatz in der Biotechnologie bis auf einige Ausnahmen (noch) nicht eignen. Abzyme katalysieren auch Reaktionen, für die keine geeigneten Katalysatoren bekannt sind, z. B. die Hydrolyse von Arylcarbamat- und Arylharnstoffherbiziden oder Diels-Alder-Reaktionen.